# 카로노사우루스
카로노사우루스는 하드로사우루스과에 속하는 몸길이 10m, 몸무게 약 5톤 정도로 추정되는 백악기 후기(7000만년 전~6600만년 전)에 살있던 거대한 공룡이다. 파라사우롤로푸스와 생김새가 비슷하며 카로노사우루스의 뼈는 아무르강 남쪽 중국 지린성 러시아 부근에서 발견되었다. 뜻은 카론의 도마뱀이라는 뜻. 볏은 경고를 위해 사용했을 것으로 보인다